# Krogshow

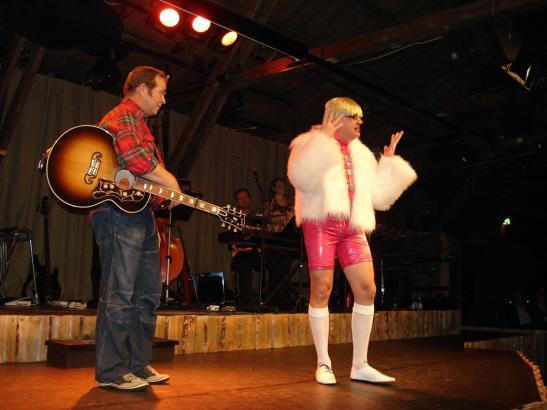
Krogshowen Cabaret Cartwright med After Shave och Anders Eriksson.

En krogshow är en show som framförs i krogmiljö. Ordet är belagt i svenska språket åtminstone sedan 1969.
Ofta en populärkulturell form av underhållning, som inbegriper sång, dans, musik och talade partier. Formatet kan kallas för "den moderna operetten". Krogshowen avlöste ord som varieté och kabaré. Första gången det användes var 1969 när Dagens Nyheter skrev: "Med en enorm säkerhet och scenauktoritet har Ernst-Hugo Järegård tagit Malmö Ambassadörs scen i besittning för en helt annorlunda krogshow."
I Sverige har bland andra Magnus och Brasse, Hasse och Tage, Anders och Måns samt Povel Ramel använt krogshowformatet.